# Per mano nel buio
Per mano nel buio (titolo originale dell'opera Nothing to Envy: Ordinary Lives in North Korea) è un libro scritto dalla giornalista Barbara Demick e pubblicato in Italia nel 2010.
Ha vinto il Baille Gifford Prize nel 2010.
È stato candidato al National Book Award per la saggistica.

## Trama
Per mano nel buio narra le vicende di alcuni nordcoreani rifugiati in Corea del Sud che hanno raccontato le loro esperienze di fuga dalle repressioni delle dittature di Kim Il-sung, prima, e del figlio Kim Jong-il, dopo, i quali hanno organizzato la Repubblica Democratica Popolare di Corea in modo che lo stato abbia il pieno controllo sulla vita delle persone.
Il titolo dell'opera è ispirato alla storia di Jun-sang e Mi-ran, i quali decidono di portare avanti la loro relazione pur appartenendo a due classi sociali diverse (Jun-sang è di famiglia agiata, mentre Mi-ran è figlia di un soldato sudcoreano catturato durante la Guerra di Corea). Ma nell'opera si intrecciano varie storie di vita come quella della dottoressa Kim, la signora Song che, dopo una vita dedicata al partito, deciderà di scappare, di sua figlia Oak-hee e quella di Kim Hyuck, che dopo una precoce carriera da contrabbandiere in Corea del Nord si rifà una vita in Corea del Sud.
Il libro rappresenta una istantanea delle difficoltà, restrizioni e repressioni (polizia politica, gulag, mancanza di elettricità, violazioni dei diritti umani, carestie) presenti ancora tutt'oggi nella Corea del Nord.

## Edizioni
- Barbara Demick, Per mano nel buio, (traduzione di Valentina Ricci), Edizioni Piemme, 2010,  p. 400, ISBN 978-88-384-7128-5.